# Magnolia rabaniana
Magnolia rabaniana är en magnoliaväxtart som först beskrevs av Joseph Dalton Hooker och Thomas Thomson, och fick sitt nu gällande namn av D.C.S.Raju och Madhavan Parameswarau Nayar. Magnolia rabaniana ingår i släktet Magnolia och familjen magnoliaväxter. Inga underarter finns listade i Catalogue of Life.